# Río Toya
El río Toya, también llamado río Extremera y río Quesada en diferentes tramos, es un río del sur de la península ibérica perteneciente a la cuenca hidrográfica del Guadalquivir que transcurre íntegramente por la provincia de Jaén (España).

## Curso
El Toya nace bajo la Corona del Rayal, en la sierra de Cazorla, denominándose en este tramo río Extremera. Pierde cota rápidamente hasta alcanzar la vega de Fique, donde se le une el río Béjar, a partir de donde se le denomina río Quesada. Pasa junto a la población de Quesada, cuya vega riega. En su último tramo se le denomina río Toya, bordea las localidades de Castillo de Toya y Hornos de Peal y desemboca en el río Guadiana Menor, afluente a su vez del Guadalquivir. 

## Patrimonio
En la ribera del Toya se encuentra la cámara sepulcral ibérica de Tugia, parte de la necrópolis que perteneció a la ciudad ibérica de Tugia, que fue luego Municipio Flavio y residencia de la Legio VII Gemina.